# Sabino Andonegi
Sabino Andonegui Belaustegui, (Motrico, Guipúzcoa, 16 de diciembre de 1931 - 6 de marzo de 2015) es un exfutbolista español que jugaba como delantero, destacando en los balones aéreos por su gran remate de cabeza, así como por su gran capacidad de lucha, merced a la cual obtuvo el Trofeo Patricio Arabolaza, en el año 1958.
Formado en categorías inferiores del Motrico, dio sus primeros pasos profesionales en el Racing Club de Ferrol, donde fue destinado para hacer «la mili». El grueso de su carrera lo disputó con el Club Atlético Osasuna, club en el que posee la marca de segundo máximo goleador de su historia en Primera División con 57 goles, detrás de Ante Budimir y la marca de 127 goles en 235 tantos partidos, la segunda mejor marca histórica del club por detrás de los más de 185 logrados por Julián Vergara. Debido a la escasez de referencias de épocas anteriores, o más bien por la dificultad en su acceso, se señaló equivocadamente durante mucho tiempo a Andonegui como el máximo goleador histórico del club desde que estableciera su marca en la década de los años 1960. Ya en el ocaso de su carrera pasó a formar parte de las filas del Centro de Deportes Sabadell Club de Fútbol en el que engordó sus números con cuatro goles más en la máxima categoría. Su retirada llegó tras pasar dos temporadas en el Club Deportivo Tudelano.
Tras su retirada siguió colaborando con el club osasunista, llegando a ser entrenador del primer equipo en la temporada 1969-70 formando tándem con Miguel Blanco.

## Trayectoria
| Club                  | País   | Año     |
| --------------------- | ------ | ------- |
| Racing Club de Ferrol | España | 1951-53 |
| C. A. Osasuna         | España | 1953-64 |
| C. D. Sabadell C. F.  | España | 1964-66 |
| C. D. Tudelano        | España | 1966-68 |